# 79 км (зупинний пункт, Придніпровська залізниця, Покров)
Платфо́рма 79 км — пасажирський залізничний зупинний пункт Криворізької дирекції Придніпровської залізниці на електрифікованій лінії Апостолове — Запоріжжя II між станціями Чортомлик (2 км) та Нікопольбуд (9 км). Розташований поблизу селища Чортомлик Нікопольсьеого району Дніпропетровської області.

## Пасажирське сполучення
Через платформу 79 км прямують приміські електропоїзди Криворізького та Нікопольського напрямків, проте не зупиняються.